# 楊樸 (南溪)
楊樸（1456年—？年），字克淳，四川敘州府南溪縣人，民籍，明朝政治人物。

## 生平
四川鄉試第五名舉人。弘治三年（1490年）中式庚戌科二甲第五十八名進士。

## 家族
曾祖楊永安；祖父楊朝祖；父楊道明，母韓氏。